# Hydropsyche operta
Hydropsyche operta is een fossiele soort schietmot uit de familie Hydropsychidae.